# 筒形拟枣贝
筒形拟枣贝（学名：Erronea cylindrica）又稱宽口宝螺（Cypraea cylindrica），为宝贝科拟枣贝属的动物。分布于日本、菲律宾、新加坡、印度尼西亚、澳大利亚、新喀里多尼亚、所罗门群岛、关岛、台湾岛以及中国大陆的海南岛等地，一般栖息于暖水，生活在潮下带浅水岩礁间。该物种的模式产地在印度尼西亚安汶。